# 劉孝先
刘孝先（?—?），彭城郡彭城县安上里（今江苏省徐州市）人，南朝梁政治人物。南朝齐大司馬霸府从事中郎刘绘第七子，劉潛、刘孝绰、刘孝威之弟。
刘孝先初为武陵王蕭紀法曹参军、主簿。蕭紀转任益州刺史，刘孝先随至益州，担任安西记室参军。承聖二年（553年）刘孝先和兄长劉孝勝跟随蕭紀出峡口攻打荆州，被梁元帝大軍击败被俘，至江陵。梁元帝将他释放，任命为黄門侍郎，转任侍中。
刘孝先兄弟们善于作五言詩，文集在战乱中散失。